# La cattedrale (Rodin)
La cattedrale (La Cathédrale), anticamente intitolata L'Arche d'Alliance, "L'arca dell'alleanza", è una scultura dell'artista francese Auguste Rodin, realizzata nel 1908. La scultura ritrae due mani destre intrecciate in due posizioni diverse. In origine scolpita in pietra, in seguito venne fusa in varie versioni di bronzo.

## Descrizione
La prima versione della Cattedrale venne realizzata in pietra. L'opera misura 64 centimetri di altezza, 29,5 di larghezza e 31,8 di profondità. La prima scultura è scolpita abbastanza grossolanamente tanto che sull'opera sono visibili le tracce degli utensili da lavoro. La scultura ritrae due mani destre, e dunque, per deduzione, le mani di due persone diverse. Inizialmente intitolata L'Arche d'Alliance, alla fine prese il titolo di Cattedrale, attribuitole indubbiamente dopo la pubblicazione del libro di Rodin Le cattedrali di Francia (Les cathédrales de France) nel 1914. L'esistenza di uno spazio che separa le due mani (che non si toccano, essendo appena separate) richiama gli archi dell'architettura gotica.
Quest'opera fa parte di una serie di mani scolpite nel marmo da Rodin dopo il 1900, come Il segreto, La mano di Dio, La mano del diavolo, Le mani degli amanti o una scultura su una "mano che esce dalla tomba". Inoltre, essa conferma il gusto e la passione di Rodin per questa parte del corpo umano.